# 2007-ben felfedezett nevezetes exobolygórendszerek listája
2007-ben felfedezett nevezetes exobolygórendszerek listája.
Gliese 581 c (2007)
A bolygó a csillag lakhatósági zónáján belül fekszik, azaz folyékony víz lehet felszínén. Később felmerült, hogy a vörös törpecsillaghoz túl közel van a bolygó, emiatt kötött a tengely körüli forgása (egy keringés pontosan egy tengely körüli elfordulás, azaz minden év egy napból áll, hasonlóan, mint ahogyan a Hold kering a Föld körül, mindig ugyanazon oldalát mutatva felé), ez nagyon felmelegíti a bolygó egyik oldalát, esetleg megszaladó üvegházhatást okozva.
Gliese 581 d
A felefedezése idején végzett mérések alapján a bolygó a csillag lakhatósági zónájának legkülsején van, de később (2009-ben) a bolygópálya sugarára kisebb értékek adódtak. Felszínén valószínűleg folyékony víz van, így ez az első óceánbolygó.
HAT–P–2 b
8,17 jupitertömegű bolygó, a HD 147506 csillagot 5,63 nap alatt kerüli meg, ezzel a leghosszabb keringési idejű fedési exobolygók között van. Pályája rendkívül elnyúlt, 5-15 millió km közötti. A rendszerben más bolygók is lehetnek.
XO–3b
Forró jupiter, mely csillagát 3 nap alatt járja körbe. A bolygó tömege 12 Jupiter-tömeg. Mérések szerint pályája 75° hajlásszöget zár be csillaga egyenlítői síkjával. Ilyen nagy inklinációjú pálya úgy jöhet létre, ha protoplanetáris korongból létrejött bolygó története folyamán később valamilyen más égitesttel ütközik, és az ütközés elmozdítja addigi pályájáról. Befogott égitest is lehet, mely eredetileg nem abban a bolygórendszerben keletkezett.
TrES–3 b
A Trans-Atlantic Exoplanet Survey (Transzatlanti Exobolygó-felmérés), egy kis távcsövekből álló hálózat (a HATNet is tagja) által azonosított fedési exobolygó, két jupitertömeggel és mindössze 31 órás keringési idővel. Felszíni hőmérséklete mintegy 1500 K. 2009 januárjában az elsők között sikerült a bolygó sugárzását a Földről (azaz nem űrtávcsővel) észlelni.
COROT–exo–1 b
A COROT űrtávcső első felfedezése, egy 1500 fényévre lévő csillag körül kering, nagyon közel, mindössze másfél nap alatt megtéve egy fordulatot. Tömege a Jupiterének 1,3-szorosa, sugara 1,65-szerese. Felszíni hőmérséklete 1500 K körül van. 2009-ben ez lett az első olyan exobolygó, amelynek visszavert fényének változása alapján sikerült kimutatni a fázisait. Albedója 20% körülinek adódott.
HAT–P–3 b
A HATNet által talált harmadik fedési exobolygó forró jupiter, mely az Ursa Maior egy fiatal, K színképtípusú csillaga körül kering, egy fordulatot 69,6 óra alatt megtéve. Tömege 0,6-szorosa, sugara 0,9-szerese a Jupiterének, azaz sűrűsége az ismert exobolygók között viszonylag nagynak számít.
HAT–P–4 b és HAT–P–5 b
Két újabb forró jupiter, a HAT–P–4 b a BD +36 3593 F színképtípusú csillag körül kering mindössze 3 napos keringési idővel. A HAT–P–5 b egy G színképtípusú csillag körül kering 2,7 napos periódussal, sűrűsége mindössze 660 kg/m³.
HAT–P–6 b
Forró jupiter, mely a Jupiterével megegyező tömegű, de nagy hőmérséklete miatt, melyet a csillagához közeli keringése (3,8 napos keringési periódus) okoz, sugara a Jupiterének 1,33-szorosa. Egy tőlünk 860 fényévre lévő, 10,6 magnitúdós, F színképtípusú csillag körül kering.